# Hartmann Grisar

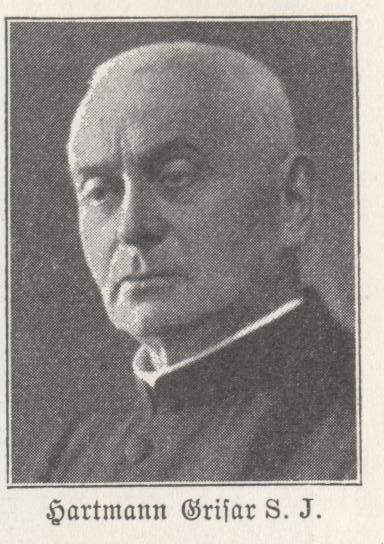
Hartmann Grisar

Hartmann Grisar, född 22 september 1845, död 25 februari 1932, var en tysk romersk-katolsk teolog och jesuit.
Grisar blev 1871 professor i kyrkohistoria i Innsbruck, var senare honorarprofessor och privatlärd. Grisar ägnade sig åt ingående forskningar rörande det medeltida påvedömets historia. Av det stort upplagda arbetet Geschichte Roms und der Päpste im Mittelalter utkom band 1 1900. Grisar utgav även flera arbeten om Martin Luther, såsom Luther (3 band, 1911-1912) och Lutherstudien (6 band 1921-1923), vilka även om de i stort sett visar historisk objektivitet präglas av en romersk-katolsk syn på Luther.